# Лешерн фон Герценфельд, Иван Карлович
Иван Карлович Лешерн фон Герценфельд (нем. Johann Löschern von Herzfeld; 1795 — не ранее 1844 года) — русский военный деятель, генерал-майор, герой русско-турецкой войны 1828—1829 годов.

## Биография
Родился в 1795 году в семье гродненского губернатора Карла Карловича Лешерн фон Герценфельд (1761—1818), происходившего из дворян Лифляндской губернии, и его жены Анны (1780—1858), дочери генерал-аншефа И. И. Меллер-Закомельского. Службу начал 1 декабря 1813 года юнкером в Запасной артиллерийской бригаде.
6 февраля 1814 года был произведён в портупей-юнкеры. Принимал участие в заграничных походах русской армии 1814—1815 годов; 12 октября 1814 года за отличие в сражениях против французов произведён в прапорщики с переводом в 4-ю конную роту. В 1815 году произведён в подпоручики и 9 января 1816 года был переведён в Кавалергардский полк, где 23 мая назначен полковым адъютантом и 15 июля произведён в поручики.
Масон, с 1816 года член петербургской ложи «Северных друзей».
В 1817 году цесаревич предписал Лешерна, «как более способного к фронтовой службе, переименовать во фронтовые офицеры». В 1818 году он был произведён в штабс-ротмистры, 4 сентября 1820 года — в ротмистры гвардии, с переводом в Каргопольский драгунский полк подполковником. На 1828 год — старший подполковник, командир 2-го дивизиона и 3-го эскадрона. С этим полком он принимал участие в Турецкой кампании 1828 года и находился в делах под крепостью Турне, селом Боелешти и при занятии Калафата. За отличие в сражении против турок Лешерн был произвёден в полковники и награждён орденом Святой Анны II-й степени.
В польской кампании 1831 года Лешерн участвовал в делах при Порецке, Боремле, Боршесоре, Люлинской корчме, Будзико и при Ожарове и Опатове. В 1834 году он получил чин полковника и был переведён в Харьковский уланский полк. В 1836 году уволился по домашним обстоятельствам от службы с чином генерал-майора.
С 8 октября 1837 до 1 февраля 1838 года занимал должность Тамбовского вице-губернатора. В 1843—1844 председатель Орловской казённой палаты (занимал этот пост до кончины), действительный статский советник.

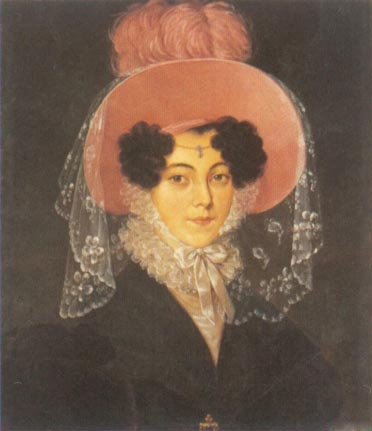
Татьяна Борисовна, жена в 1831 году.

## Личная жизнь
Первая жена его происходила из рода Нарышкиных, но 27 сентября 1824 года брак был расторгнут. Бывшая жена вышла второй раз замуж — за лейтенанта флота Константина Николаевича Савинского (ум. 1866).
Вторая жена — княжна Татьяна Борисовна Куракина (1810—24.02.1857), дочь князя Б. А. Куракина, воспитывалась в Смольном институте, который окончила с серебряной медалью в 1827 году; фрейлина двора; отлично играла на фортепиано и рисовала. По воспоминаниям Б. Н. Чичерина, Татьяна Борисовна была «женщина светская и весьма неглупая. Муж ее тоже был человек с утонченными светскими манерами, любивший выказывать свою знатную женитьбу».